# Marathon van Parijs 1994
De marathon van Parijs 1994 werd gelopen op zondag 24 april 1994. Het was de achttiende editie van deze marathon.
Bij de mannen was het de Marokkaan Said Ermilli, die als eerste de finish passeerde in 2:10.57. De Japanse Mari Tanigawa zegevierde bij de vrouwen in 2:27.55.

## Uitslagen

### Mannen
| rang   | naam              | land | tijd    |
| ------ | ----------------- | ---- | ------- |
| Goud   | Said Ermilli      | MAR  | 2:10.57 |
| Zilver | António Pinto     | POR  | 2:10.58 |
| Brons  | Andrew Masai      | KEN  | 2:11.01 |
| 4      | Ahmed Salah       | DJI  | 2:11.19 |
| 5      | Sergei Struganov  | RUS  | 2:12.13 |
| 6      | Oleg Strizhakov   | RUS  | 2:12.24 |
| 7      | Vladimir Kotov    | BLR  | 2:13.08 |
| 8      | Takeyuki Nakayama | JPN  | 2:13.11 |
| 9      | Philippe Remond   | FRA  | 2:13.22 |
| 10     | Julius Sumawe     | TAN  | 2:13.25 |
| 11     | Mario Sousa       | POR  | 2:13.27 |
| 12     | Benedict Ako      | TAN  | 2:13.53 |
| 13     | Simon Karori      | KEN  | 2:14.08 |
| 14     | Gyorgy Marko      | HUN  | 2:14.30 |
| 15     | Nicolas Kioko     | KEN  | 2:14.59 |

### Vrouwen
| rang   | naam                  | land | tijd    |
| ------ | --------------------- | ---- | ------- |
| Goud   | Mari Tanigawa         | JPN  | 2:27.55 |
| Zilver | Olga Loginova         | RUS  | 2:33.00 |
| Brons  | Linda Milo            | BEL  | 2:33.12 |
| 4      | Anuța Cătună          | ROU  | 2:33.24 |
| 5      | Judit Nagy            | HUN  | 2:33.28 |
| 6      | Elena Razdrogina      | RUS  | 2:33.41 |
| 7      | Stefanija Statkuvienė | LTU  | 2:33.54 |
| 8      | Fatima Neves          | POR  | 2:34.12 |
| 9      | Marzanna Helbik       | POL  | 2:34.57 |
| 10     | Maria Rebelo          | FRA  | 2:35.07 |
| 11     | Fatuma Roba           | ETH  | 2:35.25 |
| 12     | Marie-Helene Ohier    | FRA  | 2:35.57 |
| 13     | Maryse LeGallo        | FRA  | 2:36.29 |
| 14     | Adriana Barbu         | ROU  | 2:36.37 |
| 15     | Rosario Gangloff      | FRA  | 2:37.10 |

1976 ·
1977 ·
1978 ·
1979 ·
1980 ·
1981 ·
1982 ·
1983 ·
1984 ·
1985 ·
1986 ·
1987 ·
1988 ·
1989 ·
1990 ·
1991 ·
1992 ·
1993 ·
1994 ·
1995 ·
1996 ·
1997 ·
1998 ·
1999 ·
2000 ·
2001 ·
2002 ·
2003 ·
2004 ·
2005 ·
2006 ·
2007 ·
2008 ·
2009 ·
2010 ·
2011 · 
2012 · 
2013 ·
2014 ·
2015 ·
2016 ·
2017